# 警長 (香港)

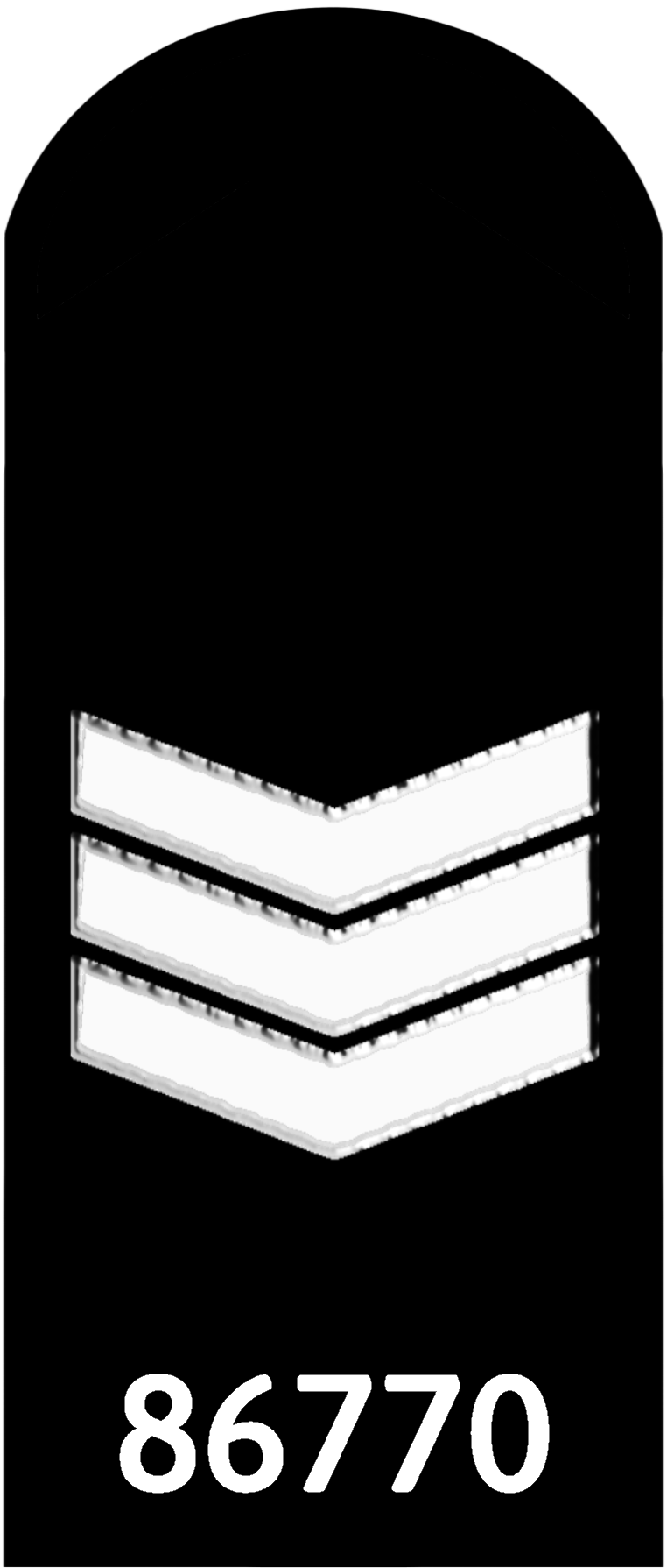
香港警務處警長肩章

香港的警長（Sergeant，縮寫SGT）俗稱「三柴」、「三劃」、「柴頭」、「大柴」和「沙展」，是香港警察職級中其中一個員佐級職級，為初級警務人員的級別；位於警員以及高級警員之上，警署警長之下，負責分段指揮、車輛指揮。

## 徽章衣飾

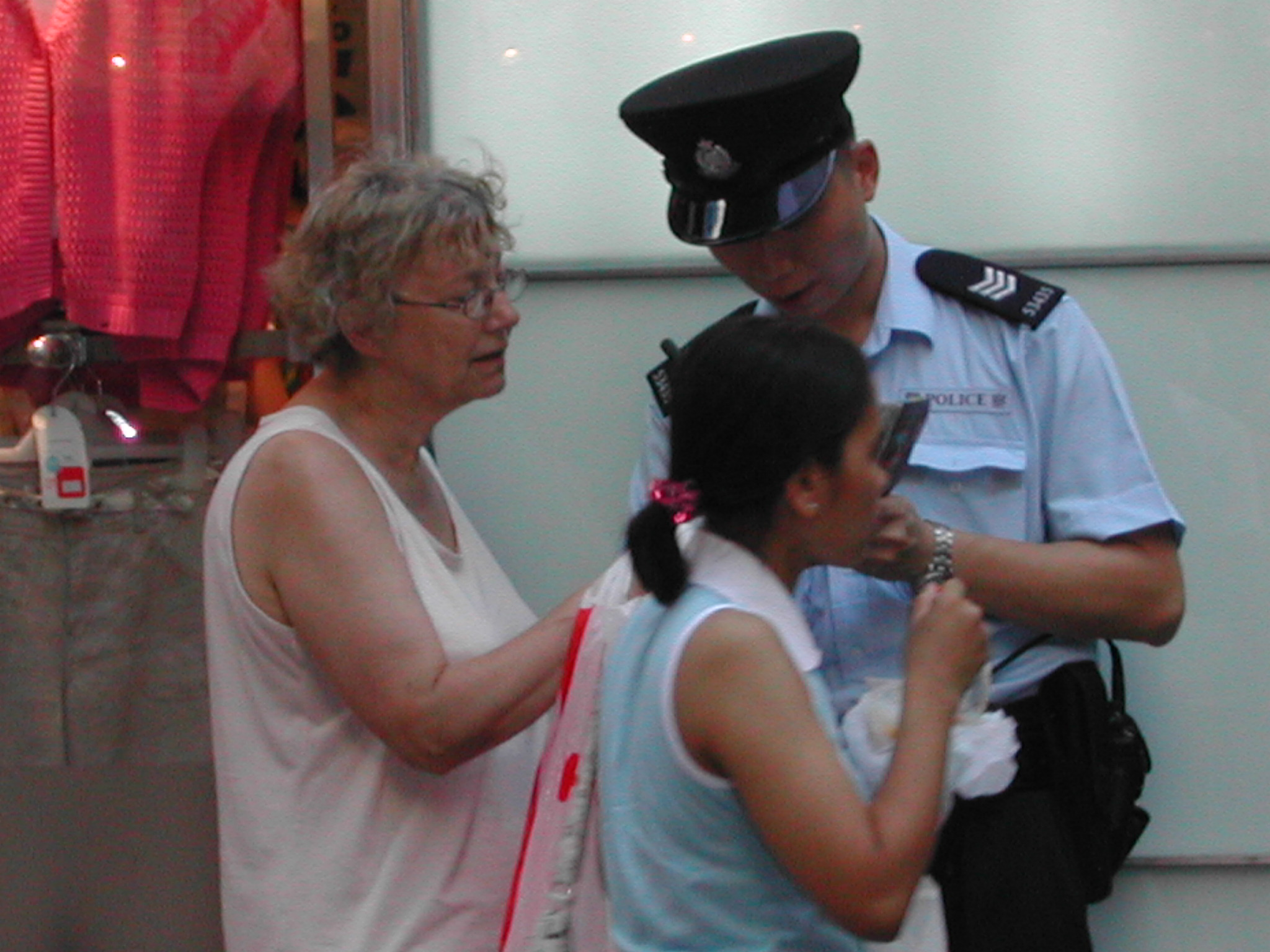
警長向一名問路女子給予指引。

警長的襯衣為藍色，肩章以英國陸軍的中士為藍本，為3勾，有編號。

## 歷史
此前，曾經有 Lance Sergeant 一級，是為警目署理警長的階級，其徽章與警長一樣。從前，軍裝部分為三更制，每更制的小隊只有一名警長，故此，昔日每所差館只有警長3名。昔日，警長負責督導前線警員執勤。於1946年至1952年期間，警長稱為丙级警长。
根據《警聲》公佈，歷來年紀最大的新升任警長，為於2010年4月24日獲晉升的一名50歲高級警員。
截至2009年底，香港有近5,000名警長。
根據紀律人員薪俸及服務條件常務委員會於2009年年中所公布的報告，警長平均的在任期為5年半。

## 晉升途徑

### 警署警長
警長在該級服務滿3年，須通過升級檢定考試，獲得遴選委員會推薦，並且通過升級遴選面試，方能晉升為警署警長。
根據紀律人員薪俸及服務條件常務委員會於2009年中所公布的報告，警長平均須要累積5年半的年資方能成功晉升成為警署警長。

### 見習督察
警長可以透過公開招募程序（此途徑由2003年起開放予初級警務人員申請）直接投考見習督察職級，毋須經由內部推薦，但需要符合見習督察的最低聘用要求，包括學術要求。

## 降級可能
警長若然降級，須視乎警長的原來職級，會降回至高級警員或警員職級。

## 著名警長
- 李達君: 1982年8月17日於尖沙咀一間沖曬店拘捕雨夜屠夫林過雲之警長。
- 郭德輝: 香港其中十位警察之一，參與240人的香港代表團，参與中華人民共和國在首都北京慶祝70年國慶的慶祝大典。
- 莫瑞明: 香港其中十位警察之一，參與240人的香港代表團，参與中華人民共和國在首都北京慶祝70年國慶的慶祝大典。現任香港鐵路警區荃灣線副總管。
- 梁家聲
- 冼家強
- 白榮斌（暗角七警其中一人）